# Daniel Powter
Daniel Richard Powter (n. 25 februarie 1971) este un nominalizat cântăreț canadian al Premiilor Grammy. Și-a petrrecut copilăria în Vernon în Okanagan Valley, regiunea Columbiei Britanice. Acesta și-a lansat primul său album intitulat "I'm Your Betty" lansat în anul 2000. Albumul conține 10 piese, printre acestea aflându-se și piesele "More Than I" și "Negative Fashion" care au fost redate în serialul TV Higher Ground.